# Суао
Суао (кит. спр. 蘇澳, піньїнь: Sūào, акад. су ао) — місто-порт на півдні повіту Їлань, на острові Тайвань. Місто знамените своїми гарячими мінеральними джерелами і рибними ресторанами.

## Географія
Муніципалітет лежить на висоті близько 9 метрів над рівнем моря, виходить до тихоокеанського узбережжя на північному сході острова.

### Клімат
Громада знаходиться у зоні, котра характеризується вологим субтропічним кліматом. Найтепліший місяць — липень із середньою температурою 28,8 °C. Найхолодніший місяць — січень, із середньою температурою 16,6 °С.
| Клімат Суао                     | Клімат Суао | Клімат Суао | Клімат Суао | Клімат Суао | Клімат Суао | Клімат Суао | Клімат Суао | Клімат Суао | Клімат Суао | Клімат Суао | Клімат Суао | Клімат Суао | Клімат Суао |
| Показник                        | Січ.        | Лют.        | Бер.        | Квіт.       | Трав.       | Черв.       | Лип.        | Серп.       | Вер.        | Жовт.       | Лист.       | Груд.       | Рік         |
| Середній максимум, °C           | 19,3        | 19,9        | 22          | 24,9        | 27,6        | 30,4        | 31,8        | 31,5        | 29,7        | 26,5        | 23,8        | 20,6        | 25,7        |
| Середня температура, °C         | 16,6        | 17,2        | 19          | 21,8        | 24,6        | 27,3        | 28,8        | 28,5        | 26,8        | 24          | 21,2        | 18          | 22,8        |
| Середній мінімум, °C            | 14,3        | 14,7        | 16,3        | 19,1        | 22          | 24,6        | 26          | 25,7        | 24,3        | 21,8        | 19          | 15,8        | 20,3        |
| Норма опадів, мм                | 378.6       | 293.7       | 193.6       | 184.3       | 266.6       | 229.9       | 165.8       | 268.5       | 450.1       | 714.1       | 705.7       | 584.3       | 4435.2      |
| Вологість повітря, %            | 79.7        | 80.8        | 79.5        | 80.3        | 81.8        | 80.8        | 76.2        | 77.3        | 78          | 79.3        | 82.2        | 80.6        | 79.7        |
| ------------------------------- | ----------- | ----------- | ----------- | ----------- | ----------- | ----------- | ----------- | ----------- | ----------- | ----------- | ----------- | ----------- | ----------- |
| Джерело: Central Weather Bureau |             |             |             |             |             |             |             |             |             |             |             |             |             |

## Транспорт
До міста підходить національна автодорога 5 і залізниця Північної лінії.
Місто розташовується у двох гаваней — порт Суао і порт Наньфан-ат, який є найбільшим рибальським портом на Тайвані.